# Kingston (New Jersey)
Kingston ist eine unselbständige Ortschaft an der Grenze der Countys Middlesex, Mercer und Somerset in New Jersey, USA. Der im South Brunswick Township, Middlesex County, gelegene Teil ist zudem ein zu Statistikzwecken definiertes Siedlungsgebiet (Census-designated place). Bei der Volkszählung von 2000 wurde dort eine Bevölkerungszahl von 1.292 registriert.

## Geographie
Nach den Angaben des United States Census Bureaus hat der CDP eine Gesamtfläche von 2,4 km2, wovon 2,3 km2 Land und 0,1 km2 (2,20 %) Wasser ist.

## Demographie
Nach der Volkszählung von 2000 gibt es 1.292 Menschen, 561 Haushalte und 315 Familien in der Stadt. Die Bevölkerungsdichte beträgt 554,3 Einwohner pro km2. 74,07 % der Bevölkerung sind Weiße, 8,05 % Afroamerikaner, 0,62 % amerikanische Ureinwohner, 10,06 % Asiaten, 0,00 % pazifische Insulaner, 4,33 % anderer Herkunft und 2,86 % Mischlinge. 11,69 % sind Latinos unterschiedlicher Abstammung.
Von den 561 Haushalten haben 24,4 % Kinder unter 18 Jahre. 44,7 % davon sind verheiratete, zusammenlebende Paare, 8,4 % sind allein erziehende Mütter, 43,7 % sind keine Familien, 36,4 % bestehen aus Singlehaushalten und in 8,0 % Menschen sind älter als 65. Die Durchschnittshaushaltsgröße beträgt 2,30, die Durchschnittsfamiliengröße 3,08.
20,3 % der Bevölkerung sind unter 18 Jahre alt, 6,7 % zwischen 18 und 24, 36,4 % zwischen 25 und 44, 23,1 % zwischen 45 und 64, 13,5 % älter als 65. Das Durchschnittsalter beträgt 38 Jahre. Das Verhältnis Frauen zu Männer beträgt 100:93,4, für Menschen älter als 18 Jahre beträgt das Verhältnis 100:90,7.
Das jährliche Durchschnittseinkommen der Haushalte beträgt 65.962 USD, das Durchschnittseinkommen der Familien 80.242 USD. Männer haben ein Durchschnittseinkommen von 56.371 USD, Frauen 46.250 USD. Der Prokopfeinkommen der Stadt beträgt 34.457 USD. 1,0 % der Bevölkerung und 0,0 % der Familien leben unterhalb der Armutsgrenze, davon sind 0,0 % Kinder oder Jugendliche jünger als 18 Jahre und 0,0 % der Menschen sind älter als 65.

## Söhne und Töchter der Stadt
- Joseph Hewes, unterzeichnete für North Carolina die Unabhängigkeitserklärung der Vereinigten Staaten und ist damit einer der amerikanischen Gründerväter